# Flambeau C
Flambeau C est un cheval hongre de robe alezan, inscrit au stud-book du Selle français. Né dans la Manche, ce cheval est devenu l'un des piliers de l'équipe de France de saut d'obstacles des années 1980 sous la selle de Frédéric Cottier.

## Biographie
Flambeau C est un selle français né en 1971 du croisement entre l'étalon Pur-sang Un Prince, et la jument demi-sang Narcisse,. Doté d'un physique peu facile, il est cependant repéré par Jacky Boudant alors qu'il n'a qu'un an. Alternant les périodes de travail et de pré, il est monté en compétition par Jean-Michel Gaud et Eric Leroyer avant de croiser la route de Frédéric Cottier. Celui-ci se voit attribuer Flambeau comme monture par Marcel Rozier afin de  participer aux Jeux olympiques d'été de 1980 à Moscou. Le couple prend rapidement la tête de l'équipe de France et enchaîne les victoires : médaille d'or aux championnats du monde de Dublin en 1982, de bronze aux championnats du monde d'Aix-la-Chapelle, d'argent aux championnats d'Europe à Saint-Gall en 1987 et enfin de bronze aux Jeux olympiques d'été de 1988 à Séoul. Flambeau a bénéficié d'une carrière sportive d'une longévité exceptionnelle puisqu'il quitte la compétition à l'âge de dix-neuf ans.
Il meurt à l'âge de 30 ans en septembre 2001, après une longue retraite chez son cavalier Frédéric Cottier.

## Description
Flambeau C est haut d'1,63 m au garrot et 1,67 m à la croupe.

## Palmarès mondial
Avec Frédéric Cottier
- 58 Coupes des Nations : 20 victoires et 10 deuxièmes places
- 45 Grands Prix CSI : vainqueur à Rome en Italie (1980-1981-1984) et Toronto au Canada (1980-1982), triple deuxième place à Aix-la-Chapelle en Allemagne et 20 classements
- 5 Championnats d'Europe (1979-1981-1983-1985-1987) : médaille de bronze en individuel à Hickstead en Grande-Bretagne (1983) et médaille d'argent par équipes à Saint-Gall (1987)
- 2 Championnats du monde (1982-1986) : médaille d'or par équipes à Dublin en Irlande (1982) et médaille de bronze par équipes à Aix-la-Chapelle en Allemagne (1986)
- 2 Jeux olympiques (1984-1988) : 7e en individuel à Los Angeles aux États-Unis (1984) et médaille de bronze par équipes à Séoul en Corée du Sud (1988)

## Origines
| Origines de Flambeau C | Origines de Flambeau C | Origines de Flambeau C |
| ---------------------- | ---------------------- | ---------------------- |
| Père Un Prince         | El Relicario           | Relic                  |
| Père Un Prince         | El Relicario           | Saponite               |
| Père Un Prince         | Une Princesse          | Prince Bio             |
| Père Un Prince         | Une Princesse          | La Perroquette         |
| Mère Narcisse          | Valet Maître           | Porte-Bonheur          |
| Mère Narcisse          | Valet Maître           | Queen Mary             |
| Mère Narcisse          | Joconde                | Vol de Nuit            |
| Mère Narcisse          | Joconde                | Coquette               |